# Ernani Pereira
Ernani Pereira (Belo Horizonte, Brasil, 22 de gener de 1978) és un futbolista naturalitzat azerbaidjanès, qui s'exerceix com a defensa i juga per al Karvan a la Lliga Premier de l'Azerbaidjan.
| Club      | País        | Any       |
| --------- | ----------- | --------- |
| Vila Nova | Brasil      | 1998-1999 |
| Cruzeiro  | Brasil      | 2000      |
| Guarani   | Brasil      | 2001-2003 |
| Konyaspor | Turquia     | 2003-2005 |
| Karvan    | Azerbaidjan | 2005-     |